# Le Pouliguen
Le Pouliguen település Franciaországban, Loire-Atlantique megyében. Lakosainak száma 4007 fő (2022. január 1.). Le Pouliguen Batz-sur-Mer, Guérande és La Baule-Escoublac községekkel határos.

## Népesség
A település népességének változása:
| Lakosok száma | 3788 | 4383 | 4912 | 5308 | 4647 | 4455 | 4275 | 4015 | 4024 | 4007 |
|               | 1968 | 1982 | 1990 | 2006 | 2013 | 2015 | 2017 | 2019 | 2020 | 2022 |